# Альтиметр

Альтиме́тр, висотомір (англ. altimeter, нім. Höhenmesser m) — інструмент, який використовують для вимірювання висоти підйому або висоти над рівнем моря, зокрема — у літальних апаратах. Поширена форма — барометр-анероїд, що працює за принципом визначення різниці тиску повітря на різній висоті.
Радіовисотомір вимірює висоту літака над поверхнею, вимірюючи час проходження радіосигналу, посланого з літака, до поверхні і назад. Радіовисотоміри використовують в системах автопілоту і для сліпої посадки.
Альтернативні визначення й застосування висотомірів:
1. Маркшейдерсько-геодезичний прилад для визначення висот або перевищень. Перевищення визначають приладами для геометричного нівелювання (оптико-механічні нівеліри, теодоліти, гідростатичні нівеліри) і приладами для тригонометричного нівелювання (екліметри, теодоліти, кіпреґелі, оптичні далекоміри з висотомірними пристроями, нівеліри-автомати).
2. Прилад, який застосовується при аерофотозніманні для визначення висоти фотографування (радіовисотоміри, лазерні висотоміри).
3. На підводних апаратах акустичний прилад для вимірювання відстані до дна